# Lire le Capital
Lire le Capital est un ouvrage collectif de Louis Althusser, Étienne Balibar, Roger Establet, Pierre Macherey et Jacques Rancière, paru en novembre 1965 en deux tomes aux Éditions François Maspero, dont il inaugure, avec le recueil Pour Marx de Louis Althusser, la nouvelle collection « Théorie ».

## Histoire
Lire le Capital est un recueil d'études issues d'un séminaire de Louis Althusser — alors agrégé-répétiteur (« caïman ») depuis 1948 et secrétaire de la section des Lettres depuis 1950 — tenu en une dizaine de séances dans la Salle des Actes de l'École normale supérieure de la rue d'Ulm entre la fin janvier et le début avril 1965. Ce séminaire s'inscrit dans le cadre des activités de formation à la recherche organisées à l'École normale supérieure. Les séminaires organisés les années précédentes par Louis Althusser portaient respectivement sur Le jeune Marx (1961-1962), Les origines du structuralisme (1962-1963) et Lacan et la psychanalyse (1963-1964).
Consacré à la relecture du Capital de Marx et à la démonstration de sa portée philosophique générale, le séminaire de 1964-1965 constitue une sorte de récapitulation et de réinvestissement des acquis. Il est préparé collectivement par Louis Althusser, Étienne Balibar, Yves Duroux et Jacques Rancière, tous trois élèves de cinquième année à l'École normale supérieure. Robert Linhart, de retour d'un voyage d'études en Algérie où il enquête à l'été 1964 sur les fermes d'État, est associé aux discussions préparatoires. Pierre Macherey, ancien élève, participe aux séances, tandis que Roger Establet, lui aussi ancien élève, rédige après-coup une contribution permettant de conclure le volume.
Se tenant devant un auditoire élargi par rapport aux séances habituelles, mais ne dépassant pas une trentaine de personnes, il s'ouvre par une communication de Louis Althusser. Le premier exposé est assuré par Maurice Godelier, qui reprend les thèmes des trois articles qu'il a publiés dans la revue Économie et politique. Il est suivi par des exposés de Rancière, Macherey, à nouveau Rancière pour la fin de son exposé, puis Althusser et enfin Balibar. Les exposés sont à chaque fois suivis de discussions associant tous les auditeurs.

## Table des matières
Louis Althusser, Du « Capital » à la philosophie de Marx
Jacques Rancière, Le concept de critique et la critique de l'économie politique des « Manuscrits de 1844 » au « Capital »
I. La critique de l'économie politique dans les « Manuscrits de 1844 ».
1. Le niveau de l'économie politique
2. L'élaboration critique
3. L'amphibologie et son fondement
4. Développement de la contradiction
5. Discours critique et discours scientifique

II. Critique et science dans « Le Capital »
1. Le problème du point de départ et la question critique
2. Structure du procès et perception du procès
3. La « Veräusserlichung » et la constitution du fétichisme
4. Le monde enchanté

III. Remarques en guise de conclusion
Pierre Macherey, À propos du processus d'exposition du « Capital »
I. Point de départ et analyse de la richesse
II. Analyse de la marchandise et apparition de la contradiction
III. Analyse de la valeur
Louis Althusser, L'objet du « Capital »
I. Avertissement
II. Marx et ses découvertes
III. Les mérites de l'économie classique
IV. Les défauts de l'économie classique. Esquisse du concept de temps historique
V. Le marxisme n'est pas un historicisme
VI. Propositions épistémologiques du « Capital » (Marx, Engels)
VII. L'objet de l'« Économie politique »
VIII. La critique de Marx
IX. L'immense révolution théorique de Marx
Appendice : sur la « moyenne idéale » et les formes de transition
Étienne Balibar, Sur les concepts fondamentaux du matérialisme historique
I. De la périodisation aux modes de production
II. Les éléments de la structure et leur histoire
III. De la reproduction
IV. Éléments pour une théorie du passage
Roger Establet, Présentation du plan du « Capital »
I. Présentation du « Capital » par Marx lui-même
II. Les articulations du « Capital »
III. Le champ théorique non élaboré mais exactement mesuré des livres I et II et son nom : « la concurrence »
IV. Définition de l'objet de la 2e partie de l'articulation II. Rapport de cet objet avec ses anticipations
V. Étude des sous-articulations de la 2e partie de l'articulation II
VI. Définition de l'articulation II
VII. Conclusion
Dans une « nouvelle édition entièrement refondue » en 1971 (volumes 30 et 31 de la Petite collection Maspero), les exposés de Rancière, Macherey et Establet sont retranchés. Les deux textes d'Althusser et celui de Balibar gardent la même table, bien que la contribution de Balibar contienne plusieurs pages nouvelles.